# John Carew (Militär)
Sir John Carew († 6. Juni 1362) war ein englischer Militär, der kurzzeitig als Justiciar of Ireland diente.

## Herkunft
John Carew entstammte der Familie Carew. Er war ein Sohn seines gleichnamigen Vaters Sir John Carew aus dessen zweiten Ehe mit Joan, einer Tochter von Gilbert Talbot. Sein Vater war Lord von Carew in Pembrokeshire und besaß dazu Moulsford in Berkshire, Besitzungen in Devon und Hampshire sowie Idrone in Carlow und weitere Besitzungen in Irland.

## Aufstieg als Militär
Carews Vater starb 1324, und nachdem sein älterer Halbbruder Nicholas Carew wenige Wochen später ebenfalls gestorben war, erbte John Carew die umfangreichen Besitzungen der Familie. Er und seine Mutter gehörten zu den irischen Grundbesitzern, die nicht in Irland lebten und deshalb 1331 an dem geplanten Feldzug von König Eduard III. nach Irland teilnehmen sollten. Vor 1338 war Carew als Ritter des Haushalts in den Dienst des Königs getreten. Er nahm während des Hundertjährigen Kriegs von 1338 bis 1340 am Feldzug in die Niederlande, von 1341 bis 1342 am Feldzug nach Schottland und von 1342 bis 1343 am bretonischen Erbfolgekrieg teil. 1344 war Carew ein führendes Mitglied des Gefolges von Ralph Ufford, des neuen Justiciars von Irland, der dort die englische Herrschaft wiederherstellen sollte. Er nahm 1345 am Feldzug nach Ulster teil, bei dem er zwei Pferde verlor. Nach dem Tod von Ufford im April 1346 wurde er Seneschall von Trim, dazu sollte er in Carlow den Frieden bewahren und mit den irischen Häuptlingen verhandeln. Er nahm aber zunächst am Feldzug von Eduard III. nach Frankreich einschließlich der Schlacht von Crécy und der Belagerung von Calais teil.

## Ranghoher Beamter in Irland
Nach dem Feldzug in Frankreich kehrte Carew vor dem 28. August 1349 nach Irland zurück, als er dort zum Escheator ernannt wurde, der für die heimgefallenen Lehen des Königs in Irland verantwortlich war. Dieses Amt behielt er mit kurzen Unterbrechungen bis 1358. Vom 3. Oktober 1349 an übernahm er bis zur Ankunft des neuen Justiciars Thomas Rokeby am 19. Dezember 1349 das Amt des Justiciars von Irland. Dabei verteidigte er das County of Dublin gegen die Überfälle von Uí Bhroin von Wicklow. 1359 nahm er an zwei großen Ratsversammlungen in Dublin und Waterford teil, bei denen die Engländer über die Verteidigung von Irland berieten. Als erfahrener Beamter diente er Lionel of Antwerp, als dieser Lieutenant von Irland war, und der König befahl im Juli 1361 seinem Sohn Lionel of Antwerp, auf den Rat von Carew zu hören. Als Knight Banneret befehligte Carew vom 14. August 1361 bis zum 13. Mai 1362 neun Men-at-arms und zehn berittene Bogenschützen. Er starb wenig später, vermutlich in Irland.

## Familie und Nachkommen
Carew zwar zweimal verheiratet. In erster Ehe hatte er Margaret Mohun geheiratet, eine Tochter von John de Mohun, 1. Baron Mohun. Mit ihr hatte er mindestens einen Sohn:
- Leonard Carew (1342–1369)

Seine zweite Frau Elizabeth und zwei weitere Söhne, William und Edmund, überlebten ihn.